# Sison amomum
Sison amomum är en växtart i släktet höstpersiljor (Sison) och familjen flockblommiga växter. Den beskrevs av Carl von Linné 1753.
Arten är en tvåårig ört som förekommer i västra och södra Europa samt i Algeriet, Turkiet och Kaukasus.

## Bildgalleri

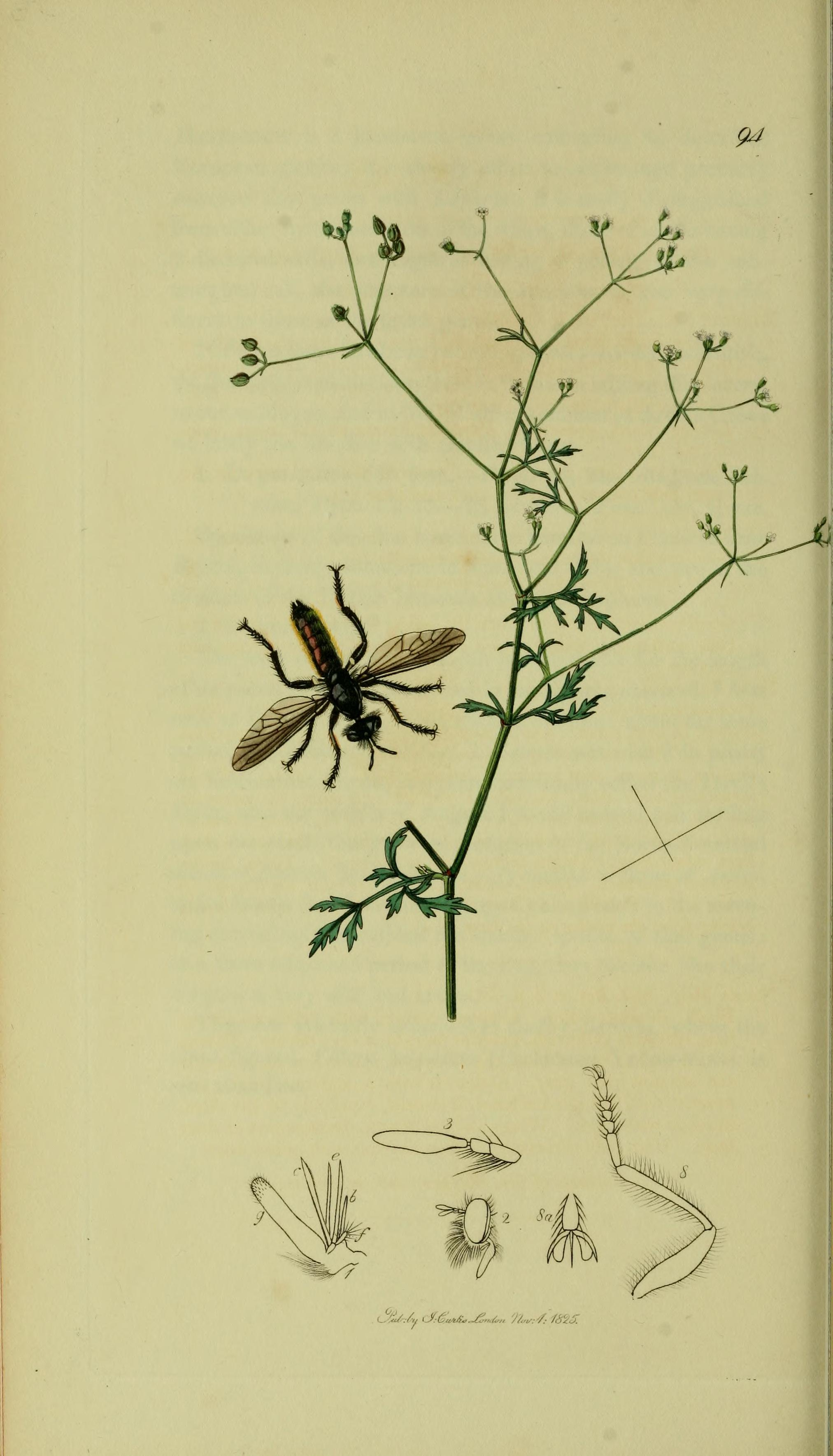